# Neptune City
Neptune City, eller bara Neptune, stad i Monmouth County, New Jersey, USA. Invånarantal 5 000. Basisten i E Street Band, Garry Tallents uppväxtstad. Jack Nicholson växte också upp här.